# Children
Children es el segundo álbum de estudio de la banda de rock gótico The Mission, publicado en 1988 por el sello Mercury Records. De acuerdo con el sitio web Allmusic, es considerado el disco más dramático de la agrupación y ha sido alabado por los multiarreglos, que le dieron un sonido más oscuro.
El álbum alcanzó el puesto 2 en la lista británica UK Albums Chart, la posición más alta para una producción de la banda desde entonces; tres días después de su publicación fue certificado con disco de oro por al BPI, luego de vender más de cien mil unidades en el Reino Unido. Por su parte, en los Estados Unidos logró el lugar 126 en el Billboard 200. Para promocionarlo fueron lanzados los sencillos «Tower of Strength», que se ubicó en el puesto 12 en el UK Singles Chart, y «Beyond the Pale» que obtuvo la posición 32 en la misma lista.

## Lista de canciones
Todas las canciones escritas por The Mission, a menos que se indique lo contrario.

| N.º | Título                          | Escritor(es) | Duración |  |
| 1.  | «Beyond the Pale»               |              | 7:49     |  |
| 2.  | «Wing in a Prayer»              |              | 3:41     |  |
| 3.  | «Fabienne»                      |              | 3:41     |  |
| 4.  | «Heaven on Earth»               |              | 5:19     |  |
| 5.  | «Tower of Strength»             |              | 8:03     |  |
| 6.  | «Kingdom Come»                  |              | 4:50     |  |
| 7.  | «Breathe»                       |              | 1:26     |  |
| 8.  | «Child's Play»                  |              | 3:39     |  |
| 9.  | «Shamera Kye»                   |              | 0:34     |  |
| 10. | «Black Mountain Mist»           |              | 2:54     |  |
| 11. | «Dream On» (cover de Aerosmith) | Steven Tyler | 3:54     |  |
| 12. | «Heat»                          |              | 5:14     |  |
| 13. | «Hymm (For America)»            |              | 6:35     |  |

| Pistas adicionales en reedición de 2007 |                                |          |  |
| N.º                                     | Título                         | Duración |  |
| 14.                                     | «Tadeusz (1912-1988)»          | 4:57     |  |
| 15.                                     | «Child's Play» (en vivo)       | 3:46     |  |
| 16.                                     | «Kingdom Come» (Heavenly Mix)  | 8:09     |  |
| 17.                                     | «Heat» (versión de Tim Palmer) | 4:06     |  |

## Músicos
| Músicos de la banda - Wayne Hussey: voz y guitarra eléctrica - Craig Adams: bajo - Simon Hinkler: guitarra eléctrica - Mick Brown: batería | Músicos invitados - Julienne Regan: voz en «Beyond the Pale» y «Black Mountain Mist» - John Paul Jones: teclado y programación - Jez Webb: armónica en «Shamera Kye» - Michael Ade: violín en «Shamera Kye» - Skaila Kenga: arpa celta en «Black Mountain Mist» - Coro de la escuela de Woodstock: coros en «Heat» y «Hymn (for America)» |